# 袁世凯十三太保
袁世凯十三太保是指1915年至1916年袁世凯称帝期间支持帝制的十三位重要人物。他们包括“筹安会六君子”和“七凶”。

## 名单
| 姓名   | 照片 | 出生时间     | 去世时间       | 时任职务                             | 备注         |
| ------ | ---- | ------------ | -------------- | ------------------------------------ | ------------ |
| 楊度   |      | 1875年       | 1931年9月17日  | 参政院参政 筹安会理事长              | 筹安会六君子 |
| 孫毓筠 |      | 1869年       | 1924年         | 参政院参政 筹安会副理事长            | 筹安会六君子 |
| 嚴復   |      | 1854年1月8日 | 1921年10月27日 | 参政院参政 宪法起草委员 筹安会发起人 | 筹安会六君子 |
| 劉師培 |      | 1884年       | 1919年         | 參政院參政 筹安会发起人              | 筹安会六君子 |
| 李燮和 |      | 1873年       | 1927年         | 筹安会发起人                         | 筹安会六君子 |
| 胡瑛   |      | 1884年       | 1933年         | 筹安会发起人                         | 筹安会六君子 |
| 梁士詒 |      | 1869年5月5日 | 1933年4月9日   | 税務处督办                           | 七凶         |
| 朱启钤 |      | 1871年       | 1964年2月26日  | 內務總長                             | 七凶         |
| 段芝貴 |      | 1869年       | 1925年3月22日  | 鎮安上将軍督理奉天軍務兼巡按使       | 七凶         |
| 周自齊 |      | 1871年       | 1923年10月21日 | 农商总长                             | 七凶         |
| 張鎮芳 |      | 1863年       | 1933年         | 参政院参政 盐业银行董事长兼总经理    | 七凶         |
| 雷震春 |      | 1864年       | 1919年         | 京畿军政执法处处长                   | 七凶         |
| 袁乃寬 |      | 1867年       | ？             |                                      | 七凶         |

## 影响
1917年7月张勋复辟失败未几，有人出书《复辟之黑幕》，内有一篇《又有所谓十三太保者》，如此写道——

复辟党健将不下百余人，其最重要人物则为：张勋、康有为、万绳栻、梁鼎芬、张镇芳、雷震春、刘廷琛、劳乃宣、夏同龢、辜鸿铭、钮传善、王乃澂、胡嗣瑗等十三人。...按洪宪帝制罪魁，则有十三太保，今宣统复辟罪魁，又有十三太保，事隔年余，何其适相吻合乃尔。一般滑稽家呼张等为新十三太保云。
值得注意的是，其中张镇芳、雷震春不仅参与洪宪帝制，还参与张勋复辟，当时就有人称他们是“双料帝制犯”。